# 고카이저 고세이저 슈퍼 전대 199 히어로 대결전
《고카이저 고세이저 슈퍼 전대 199 히어로 대결전》(일본어: ゴーカイジャー ゴセイジャー スーパー戦隊199ヒーロー 大決戦 고카이자 고세이자 스파 센타이 햐큐큐주큐 히로 다이켓센[*])은 《슈퍼 전대 시리즈》의 35번째를 기념하여 토에이와 이시노모리 프로덕션이 제작한 영화이다. 2011년 현재 방영 중인 슈퍼 전대 시리즈 작품인 《해적전대 고카이저》의 고카이저와, 2010년에 방영된 《천장전대 고세이저》의 고세이저, 《비밀전대 고레인저》의 고레인저를 중심으로 역대 35 슈퍼 전대의 199명의 전사가 등장한다. 당초 2011년 5월 21일 개봉할 예정이었으나, 2011년 도호쿠 지방 태평양 앞바다 지진의 여파로, 2011년 3월 16일 토에이는 이 작품의 개봉을 미루겠다고 발표했다가, 6월 11일 개봉하기로 결정했다. 한국 개봉은 2012년 12월 21일

## 캐스트
- 캡틴 마벨러스 - 오자와 료타
- 조 깁켄 - 야마다 유키
- 루카 밀피 - 이치미치 마오
- 돈 도코이어 - 시미즈 카즈키
- 아임 드 파미유 - 코이케 유이

- 아라타 - 치바 유다이
- 에리 - 사토 리카
- 아그리 - 하마오 쿄스케
- 모네 - 니와 미키호
- 하이드 - 오노 켄토

- 카이조 츠요시 - 마코토 나오야[5] (《비밀전대 고레인저》)
- 반바 소우키치 - 미야우치 히로시[6] (《재커 전격대》)
- 오메 다이고로 - 오오바 켄지 (《전자전대 덴지맨》)
- 쿠로다 칸페이 - 하루타 준이치 (《대전대 고글파이브》)[7]
- 타치바나 레이 - 하기와라 사요코 (《과학전대 다이너맨》[7]
- 고 시로 - 사카모토 료스케 (《초전자 바이오맨》)[7]
- 호노오 리키 - 사토 켄타 (《고속전대 터보레인저》)[7]
- 천화성 료 - 와다 케이이치 (《오성전대 다이레인저》)
- 시그널맨 폴리스 코반의 목소리 - 오오츠카 호추 (《격주전대 카레인저》)[8]
- 흑기사 휴우가의 목소리 - 오가와 테루아키 (《성수전대 긴가맨》)[8]
- 코도 코우메 - 키쿠치 미카 (《특수전대 데카레인저》)
- 도기 크루거의 목소리 - 이나다 테츠 (《특수전대 데카레인저》)[8]
- 오즈 이사무 - 이소베 츠토무/울자드 파이어의 목소리 (《마법전대 마지레인저》)[8]
- 아사키 사토루 - 타카하시 미츠오미 (《굉굉전대 보우켄저》)
- 로야마 사키 - 아이자와 리나 (《염신전대 고온저》)
- 타니 치아키 - 스즈키 쇼고 (《사무라이전대 신켄저》)
- 우메모리 겐타 - 소마 케이스케 (《사무라이전대 신켄저》)

- 내비의 목소리 - 타무라 유카리
- 고세이 나이트의 목소리 - 코니시 카츠유키

- 왈즈 길의 목소리 - 노지마 히로후미
- 다마라스의 목소리 - 이시이 코지
- 인산의 목소리 - 이노우에 키쿠코
- 바리조그의 목소리 - 신도 가쿠
- 스고민의 목소리 - 시모야마 요시미츠
- 구성주의 브라지라의 목소리 - 토비타 노부오
- 요고시마크리타인의 목소리 - 야나다 키요유키
- 3현신 다곤의 목소리 - 오오츠카 아키오
- 흑십자왕의 목소리 - 카미야 아키라[8]

- 나레이션, 모바이레츠 음성, 고카이 사브르 음성, 고카이 건 음성: 세키 토모카즈

- 츠보쿠라 요시유키[7]
- 스기야마 히로유키[7]
- 야타베 슌[7]
  - 츠보쿠라, 스기야마, 야타베는 와가야(일본어: 我が家)의 구성원이다.

### 슈트 배우
- 고카이 레드, 고세이 블루 - 후쿠자와 히로후미
- 고카이 블루, 고세이 블랙 - 오시카와 요시후미
- 고카이 옐로, 고세이 핑크 - 하치스카 유이치
- 고카이 그린, 고세이 레드 - 다케우치 야스히로
- 고카이 핑크, 고세이 옐로 - 노가와 미즈호

## 국내개봉
2012년 12월 13일 개봉해 11만명을 돌파하며 흥행성공!